# おじゃまします (TBSテレビ)
『おじゃまします』は、1985年9月17日から同年11月1日まで、TBS系列局で放送されていたTBS製作のバラエティ番組。
正式名称は『コント山口君と竹田君のおじゃまします』で、コント山口君と竹田君の冠番組。
全34回で、放送時間は毎週月曜 - 金曜 12:00 - 12:40 （日本標準時）。

## 概要
新宿コメディシアターで公開生放送を行っていた平日昼の帯番組で、お笑いコンビ・コント山口君と竹田君の二人がメイン司会を務めていた。
新宿コメディシアターは、裏番組だった『森田一義アワー 笑っていいとも!』（フジテレビ）の生放送スタジオであるスタジオアルタと同じく東京都新宿区新宿3丁目にあり、既に人気番組となっていた『笑っていいとも!』を倒そうと、冒頭で「打倒、いいとも!」などの掛け声とともに、『いいとも!』のようにオープニングで歌ったり踊ったりするのも特徴としていた。
しかし視聴率が振るわず、わずか1ヶ月半で打ち切りとなった。

## 出演者
- コント山口君と竹田君
- 堀江しのぶ
- 高田浩吉
- 高橋一也（後の高橋和也）
- 少年忍者（後の忍者）
- シティボーイズ（大竹まこと、きたろう、斉木しげる）

## コーナー
「ミスターグランドパパ」や「100人ズッコケ」などがあった。

## オープニングテーマ
- 恋のボーダーライン（少年忍者）

## 視聴率
初回の世帯平均視聴率は1.4%。最終回が2.1%。最低視聴率は10月4日の0.7%。

## エピソード
- 東阪企画が番組制作に携わっていた。ある日の放送で[いつ?]大竹まことと番組プロデューサーの澤田隆治が対談した際、大竹が対談冒頭で「この方は、40%の視聴率の番組を作った人です。しかし、この番組の視聴率が2%」とぼやくと、澤田は観念した表情で敗北を認めていた。
- 番組終了は突然で、終了に関する事前告知は無かった。その翌週にスタートした『新伍のお待ちどおさま』では、コント山口君と竹田君がゲスト席に座っていた。
- 1988年10月4日放送の『クイズまるごと大集合』で、「クイズ100人に聞きました」コーナーに『お待ちどおさま』チームが出演した時、コーナー司会担当のビートたけしが「『お待ちどおさま』の前に『おじゃまします』という番組がありましたね」と発言すると、『お待ちどおさま』司会の山城新伍が「ええ、目の検査（放送業界の隠語で、視聴率が1%以下をいう）のような番組ですからね」と発言した。
- 爆笑問題の田中裕二が大学生時代、大学の先輩と組んだアマチュアコンビ「東京ギャグポンプ」として、当番組に出演したことがある。また、当時コント山口君と竹田君の座付き作家だった三谷幸喜が、当番組の構成に関わっていた。

| TBS系列 平日12:00枠                                                      | TBS系列 平日12:00枠                                                    | TBS系列 平日12:00枠                                    |
| 前番組                                                                   | 番組名                                                                 | 次番組                                                 |
| ------------------------------------------------------------------------ | ---------------------------------------------------------------------- | ------------------------------------------------------ |
| わくわくネットワーク・EXPOスクランブル （1985年7月22日 - 1985年9月16日） | コント山口君と竹田君のおじゃまします （1985年9月17日 - 1985年11月1日） | 新伍のお待ちどおさま （1985年11月4日 - 1990年3月30日） |